# Pristimantis delius
Pristimantis delius är en groddjursart som först beskrevs av William Edward Duellman och Joseph R. Mendelson 1995.  Pristimantis delius ingår i släktet Pristimantis och familjen Strabomantidae. IUCN kategoriserar arten globalt som otillräckligt studerad. Inga underarter finns listade i Catalogue of Life.